# London–Brighton-ultramaraton
A London–Brighton-ultramaraton egy 87,09 kilométeres ultramaratoni verseny volt Angliában, London és Brighton között. A verseny 2005-ös megszűnéséig Európa leghosszabb ideig rendezett és legidősebb aktív ultramaratoni versenye volt.

## Történet
Anglia gyalogos kultúrájában a London és Brighton közötti szakasz különösen fontos szerepet játszott és már a XVIII. századból is több leírás maradt fent utazókról, akik gyalogosan tették meg a távot.
Számos egyéni futás után az első feljegyzett, egymás elleni küzdelem ezen a szakaszon 1837-ben volt, amikor a 45 éves Jonh Townsend 8:37-es idővel legyőzte Jack Berryt.
Az első amatőr versenyre London és Brighton között 1899-ben került sor, és a versenyen F. D. Randall 6:58:18-cal győzött. Ezzel a futással Randall és a másik két érmes helyet kapott az 1900. évi nyári olimpiai játékokra készülő angol válogatottban.
A modern London–Brighton verseny születése Arthur Newton nevéhez fűződik. A Dél-Afrikában élő, ötszörös Comrades Marathon-győztes 1934-ben több futás során 5:53:43-ra javította a táv csúcsát. Newton később több verseny rendezésében vállalt kulcsszerepet, és miután a második világháborút követően visszaköltözött Angliába, fáradhatatlanul dolgozott az első állandó London–Brighton-futóverseny megszervezésén.
Ez az első állandó verseny végül 1951-ben rajtolt Westminsterből, a Big Ben mellől, és a következő évben megalakult az angliai Road Runners Club, vagyis az országúti futók klubja, melynek elsődleges feladata a London–Brighton-futóverseny szervezése és rendezése lett.
Ugyanakkor míg a Comrades Marathon folyamatosan nőtt, és az évszázad végére a nevezők száma elérte a tízezret, a London–Brighton csupán szerény méretű maradt, és az évezred végére nagyságrendileg 150-200 indulót vonzott.
Az ezredforduló után kezdődött a verseny hanyatlása, amely egyrészt a bürokratikus nehézségekből, másrészt a szervezők öregedéséből adódott.
A növekvő gépjárműforgalom miatt évről évre nehezebbé vált a verseny megrendezése, és az engedélyezési folyamat is fokozatosan bonyolultabb lett. 2005-re a rendezőgárda magját alkotó szervezők is szinte mind betöltötték a 60. életévüket, és a klub vezetése úgy döntött, hogy már nem képes a versenyt megfelelő színvonalon megrendezni. A versenyt a klub ideiglenesen szünetelteti, de a szervezők és a szponzorok hiánya valószínűsíti, hogy a verseny megszűnt.

## Táv, csúcsok, legendás győztesek
A pálya hossza az évek során több változáson ment át, zömében a növekvő autóforgalom miatt. A kezdeti 83 kilométerről 1980-ra 87,33 kilométerre nőtt, majd egy átmeneti csökkenés után 1991 és 2001 között 88,51 kilométer lett. Az utolsó évben a táv 87,09 kilométer volt.
A pálya változása miatt Ian Thompson 1980-as 5:15:55-ös eredményét tekintik a szervezők a legjobb eredménynek. A legjobb abszolút eredményt Alastair Wood érte el, 5:11:01-gyel 1972-ben.
A legendás győztesek közé tartozik Hillary Walker, aki 1988 és 1999 között ötször nyerte meg a versenyt, valamint Bernard Gomersall, aki 1963 és 1966 között zsinórban négyszer nyert, és Stephen Moore, aki 1992 és 1999 között úgyszintén négyszer győzött.

## Külső hivatkozások
- A Road Runners Club hivatalos oldala (Internet Archive)
- A London–Brighton-ultramaraton bajnokai
- The history of the London to Brighton Race (Ultramarathon World, 1998)